# Hadwiga de Suabia
Hadwiga de Suabia (în germană: Hadwig sau și Hedwig von Schwaben), (n. ? - d. 997) a fost fiica ducelui Henric I al Bavariei, fratele împăratului Otto I al Germaniei. S-a măritat cu ducele Burchard III de Suabia, fiind a doua soție a sa. Ducele a murit la puțin timp după căsătorie și ea și-a stabilit reședința la castelul Hohentwiel, ctitorind mânăstirea Hohentwiel.